# The Adventures of Ali and His Gang vs. Mr. Tooth Decay
The Adventures of Ali and His Gang vs. Mr. Tooth Decay é o segundo e último álbum musical de Muhammad Ali (o primeiro após sua conversão ao Islamismo). Lançado em 1976, o álbum foi direcionado as crianças, com músicas educativas sobre a higiene bucal. Contém as participações especiais de Howard Cosell, Frank Sinatra, e Ossie Davis.
Em 1977, o álbum foi indicado ao Prêmio Grammy na categoria Melhor Álbum Infantil.

## Faixas
1. Side 1 (18:41)

2. Side 2 (19:05)

## Ligações rxternas
- The Adventures of Ali and His Gang vs. Mr. Tooth Decay Discogs